# Ciekawe drzewa Lasu Miechowickiego

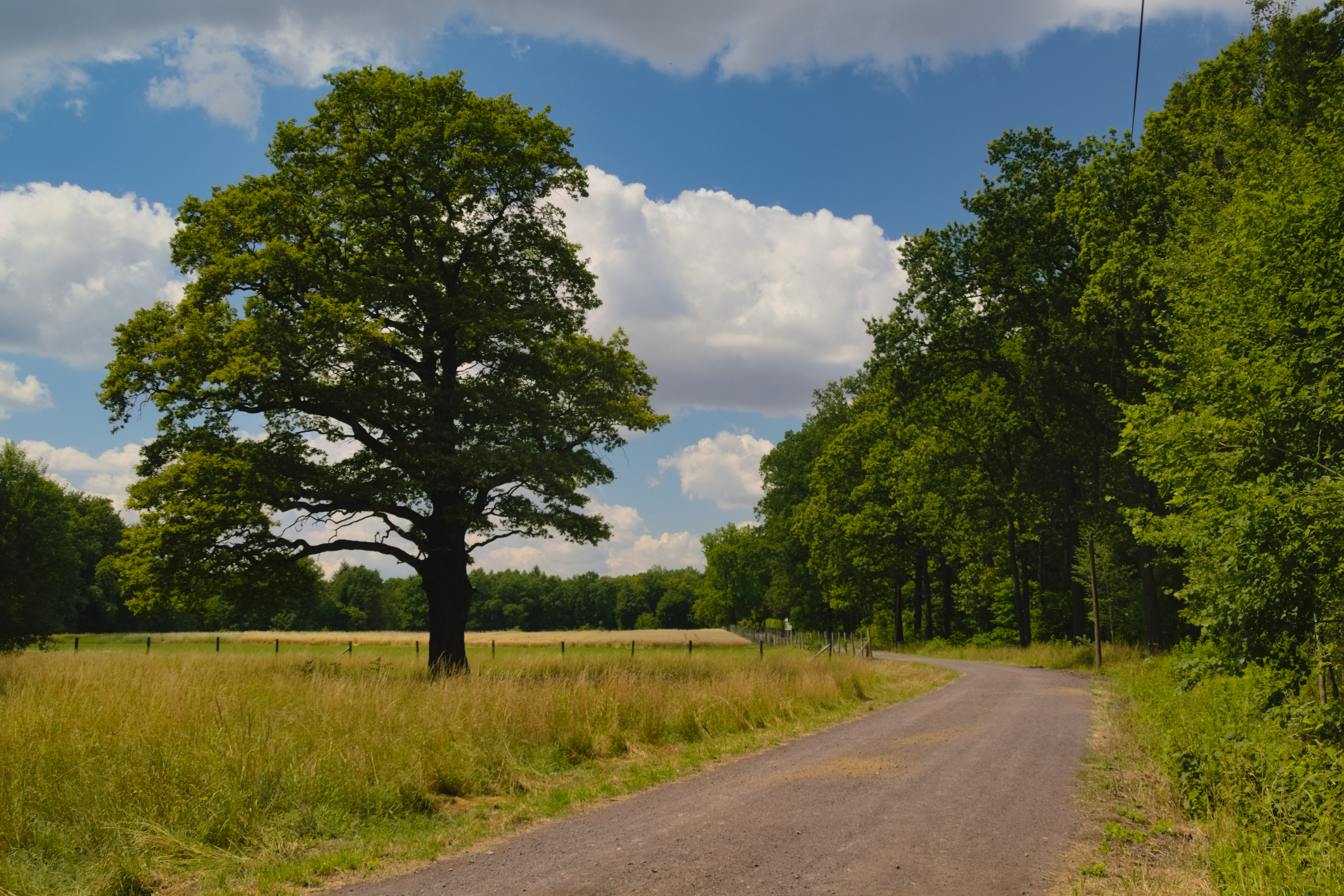
150-letni dąb szypułkowy na polanie przy Drodze Ronota w Miechowickiej Ostoi Leśnej (2019)

Ciekawe drzewa Lasu Miechowickiego – oznaczona kolorem czerwonym ścieżka dydaktyczna w Bytomiu, woj.śląskie o długości około 2,2 km na obszarze Miechowickiej Ostoi Leśnej.

## Przebieg szlaku
Punktem wyjścia ścieżki jest ulica Relaksowa w dzielnicy Miechowice. Następnie trasa ścieżki biegnie dawną drogą Ronota koło leśniczówki w miechowickim lesie. Po drodze ścieżka mija Dolinę Trzech Stawów, by potem idąc Drogą Różaną skrzyżować się z żółtym szlakiem turystycznym im. Zygmunta Kleszczyńskiego. Szlak podąża drogą leśną i wychodzi z powrotem na Osiedlu Miechowice.